# The Rumour
The Rumour — британская рок-группа, образованная в 1975 году в Лондоне (Англия), участниками паб-рок-групп Brinsley Schwarz, Bontemps Roulez и Ducks Deluxe. Задумывавшаяся поначалу как бэкинг-бэндом Грэма Паркера, назывались Graham Parker & the Rumour в 1977 году, не прекращая сотрудничества с фронтменом, подписали раздельный контракт с Phonogram, сократив название, и выпустили (согласно Allmusic «три новых альбома волнового панк-рока — музыки, от которой можно действительно получить удовольствие» (второй и третий из которых вышли на Stiff и Essence соответственно). Некоторое время The Rumour сопровождали в гастролях вокалиста Гарланда Джеффриса, затем сотрудничали с Карлин Картер, Ником Лоу, Рэйчел Свит и Дэйвом Эдмундсом.
The Rumour не имели большого коммерческого успеха, но пользовались огромным уважением в прессе и музыкальной среде. В 1979 году Брюс Спрингстин заявил, что Graham Parker & the Rumour — единственная группа, за билет на концерт которой он готов заплатить деньги.

## Дискография

### Альбомы

#### Graham Parker & the Rumour
- Howlin' Wind (1976)
- Heat Treatment (1976)
- Stick To Me (1977)
- The Parkerilla (live, 1978)

#### The Rumour
- Max (1977, Mercury)
- Frogs, Sprouts, Clogs & Krauts (1979, Stiff)
- Purity of Essence (1980, Stiff)